# Colle (prépa)
Pour les articles ayant des titres homophones, voir Colle (homonymie) et Khôl.

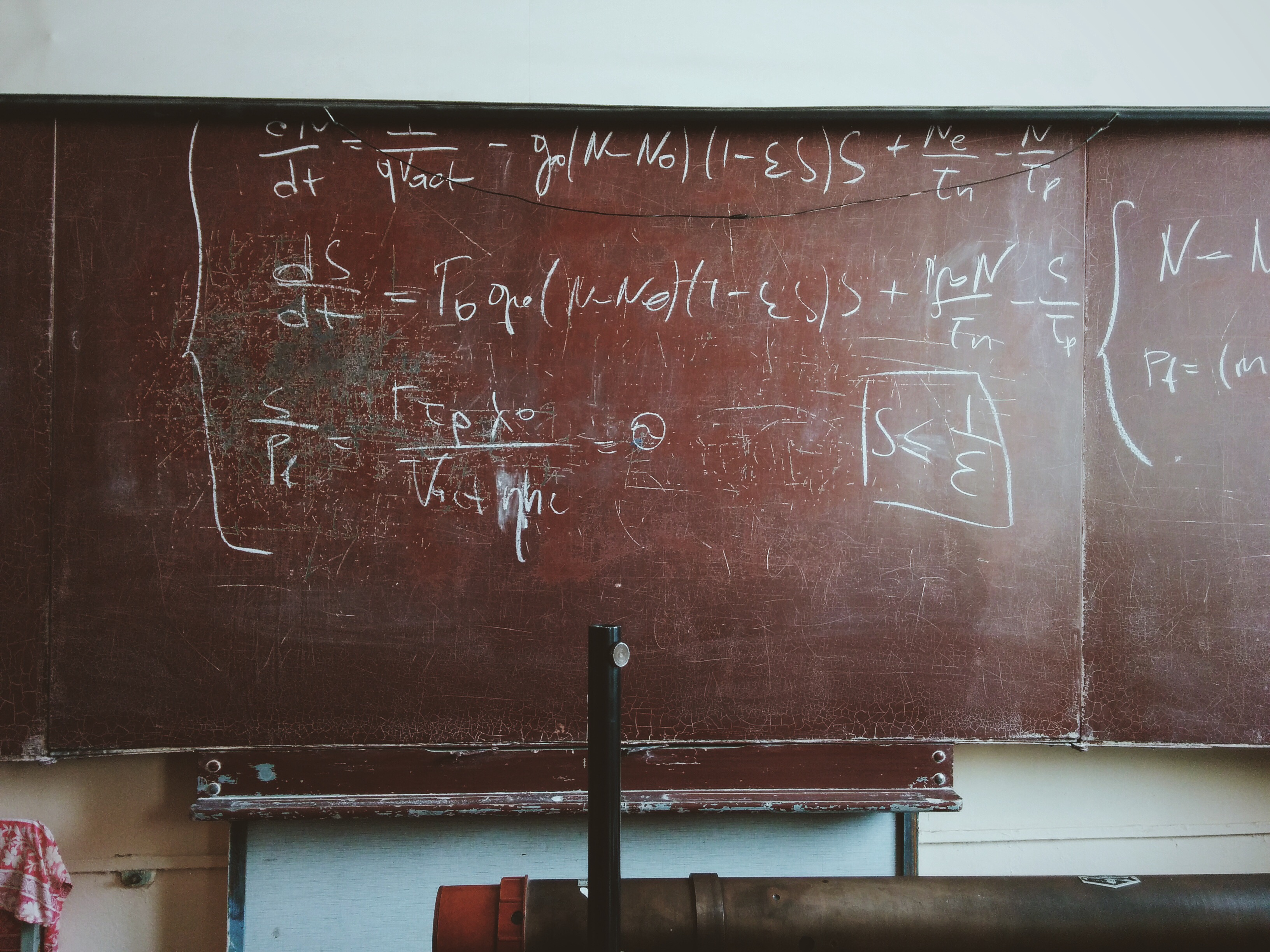
Reste de colle de mathématiques au tableau.

Une colle (parfois orthographiée khôlle dans l'argot scolaire propre aux classes préparatoires) est une interrogation orale s'inscrivant dans le cursus des classes préparatoires aux grandes écoles (CPGE), ou un examen blanc pour préparer les oraux de l’agrégation. Les colles sont organisées à une fréquence variable, aux alentours de deux à trois par semaine dans les prépas scientifiques. Ce type d'entraînement s'inscrit par ailleurs de plus en plus dans certains cursus universitaires scientifiques (financées par les UFR chargées des enseignements)[réf. nécessaire].
Ces interrogations portent sur les matières obligatoires étudiées en cours selon la filière. Si le but premier est la préparation aux oraux des différents concours, elles permettent aussi de maintenir une certaine pression sur les élèves afin d'assurer le rythme de révision des cours. C'est l'occasion pour les élèves de vérifier leurs connaissances, de les consolider en posant des questions au « colleur » (examinateur), voire de se rendre compte si un point du cours leur a échappé. Tout au long de l'année, chaque colle ne porte pas sur l'ensemble du programme de l'année, mais sur une portion du cours, fixée par le professeur de la matière. Dans les matières scientifiques et économiques, l'élève n'est pas seul face à l'examinateur comme lors des oraux, mais il fait partie d'un « groupe de colle », en général de trois élèves ; en prépa littéraire et pour les colles de langue dans les autres filières, les colles sont toujours individuelles.
Les colles durent généralement une heure (30 min pour les matières littéraires et linguistiques) et sont notées sur 20.

## Origine du terme
Les « colles » désignent à l'origine métaphoriquement des exercices d'interrogations particulièrement difficiles dans l'argot scolaire. Le terme s'est ensuite spécialisé puis institutionnalisé pour désigner les exercices préparatoires aux épreuves orales des concours des classes préparatoires. Ce sont les élèves des classes de khâgne qui ont humoristiquement redessiné l'orthographe du mot (à l'image du nom de leurs propres classes), lui donnant une pompe pseudo-grecque[réf. nécessaire].

## Contenu des interrogations

### Matières scientifiques

#### Physique, mathématiques
Le tableau est séparé entre les élèves, en général au nombre de trois, qui s'en servent de support pour répondre aux questions du colleur.
L'interrogation commence généralement par une question de cours, au cours de laquelle l'élève doit par exemple restituer une démonstration mathématique abordée avec son professeur lors d'une séance de cours.
Le colleur propose ensuite différents problèmes que les élèves doivent résoudre individuellement en rendant compte de leurs recherches au colleur au fur et à mesure de leur progression. Deux à trois problèmes sont ainsi abordés.

#### Biologie
Après la réforme de 2022, chaque élève traite pendant 5 à 8 minutes, au tableau, d'un sujet de synthèse en s'appuyant sur un document annexe (à traiter obligatoirement) donnés par l'examinateur. Cette partie est suivie d'un échange sur un ou plusieurs documents scientifiques, rassemblant connaissances théoriques et expérimentales. L'ensemble est préparé 25 minutes, individuellement.

### Matières littéraires et langues
Pour les matières littéraires et linguistiques, un texte ou un sujet de dissertation est utilisé comme support.
L'élève dispose d'un temps de préparation durant lequel il découvre le texte ou le sujet et prépare sa prestation.
La deuxième partie de la colle se fait ensuite face au professeur, et consiste en la présentation (20 min) d'une réflexion menée par l'élève autour du texte ou du sujet pendant la préparation, suivie d'un entretien en interaction avec le colleur (10 min).

#### Géographie enBCPST
Les élèves préparent individuellement pendant une heure une carte IGN au 1/25.000° de la France afin de répondre au sujet donné, en s'appuyant éventuellement sur des documents annexes, un atlas et la carte géologique au millionième de la France. L'oral, durant 15 à 20 minutes, est suivi d'une séquence de questions, pour affiner, éclaircir ou rectifier les dires de l'élève.